# 训练
訓練不類似練習。兩者有分別。訓練就是有別人（教練）的參考或教導；但練習可以獨自或與同伴一起進行。

## 不同的種類

### 物理训练
訓練也有很多不同的種類，例如是運動類的訓練，就有游泳的訓練、跑步的訓練、足球的訓練等。

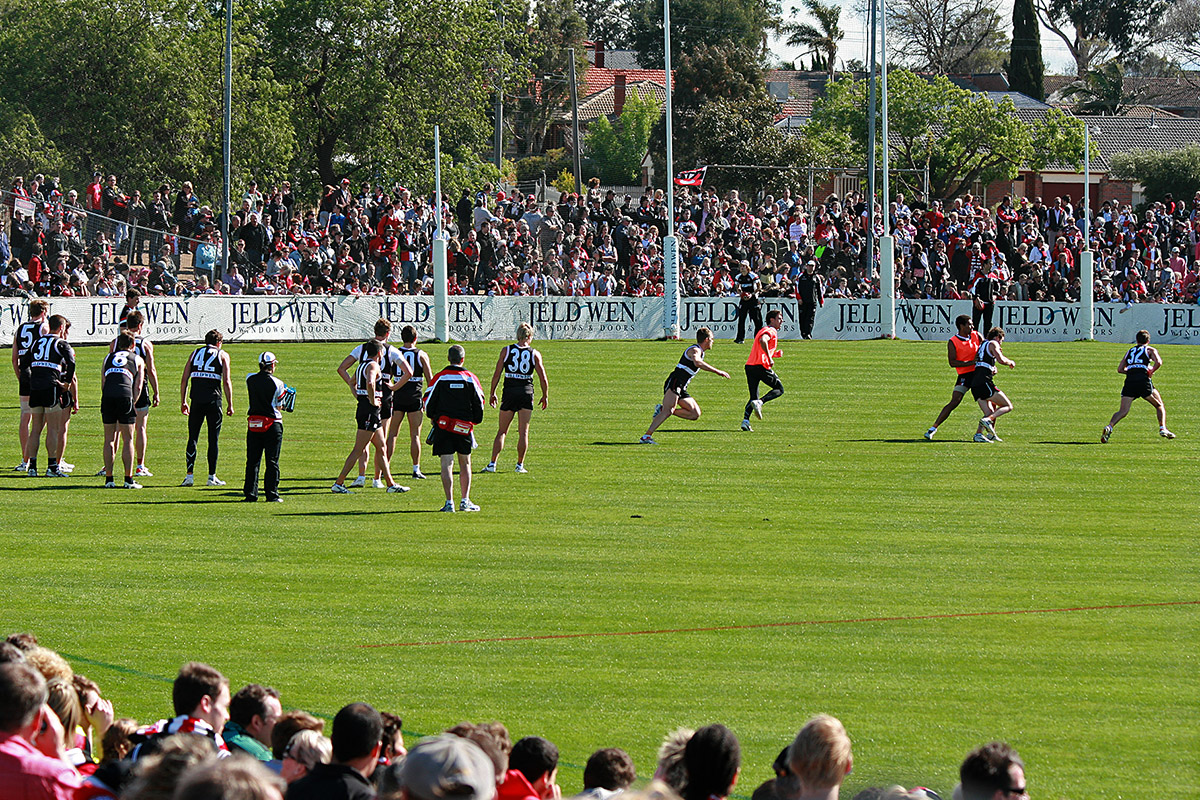
澳洲足球俱乐部训练

### 在職訓練
是僱員在工作間邊做邊學，參看工作指引或資深同事示範及指導。

### 勞改
勞動改造，係指通過勞動改變人的思想方法及服從傾向。